# 에어소프트

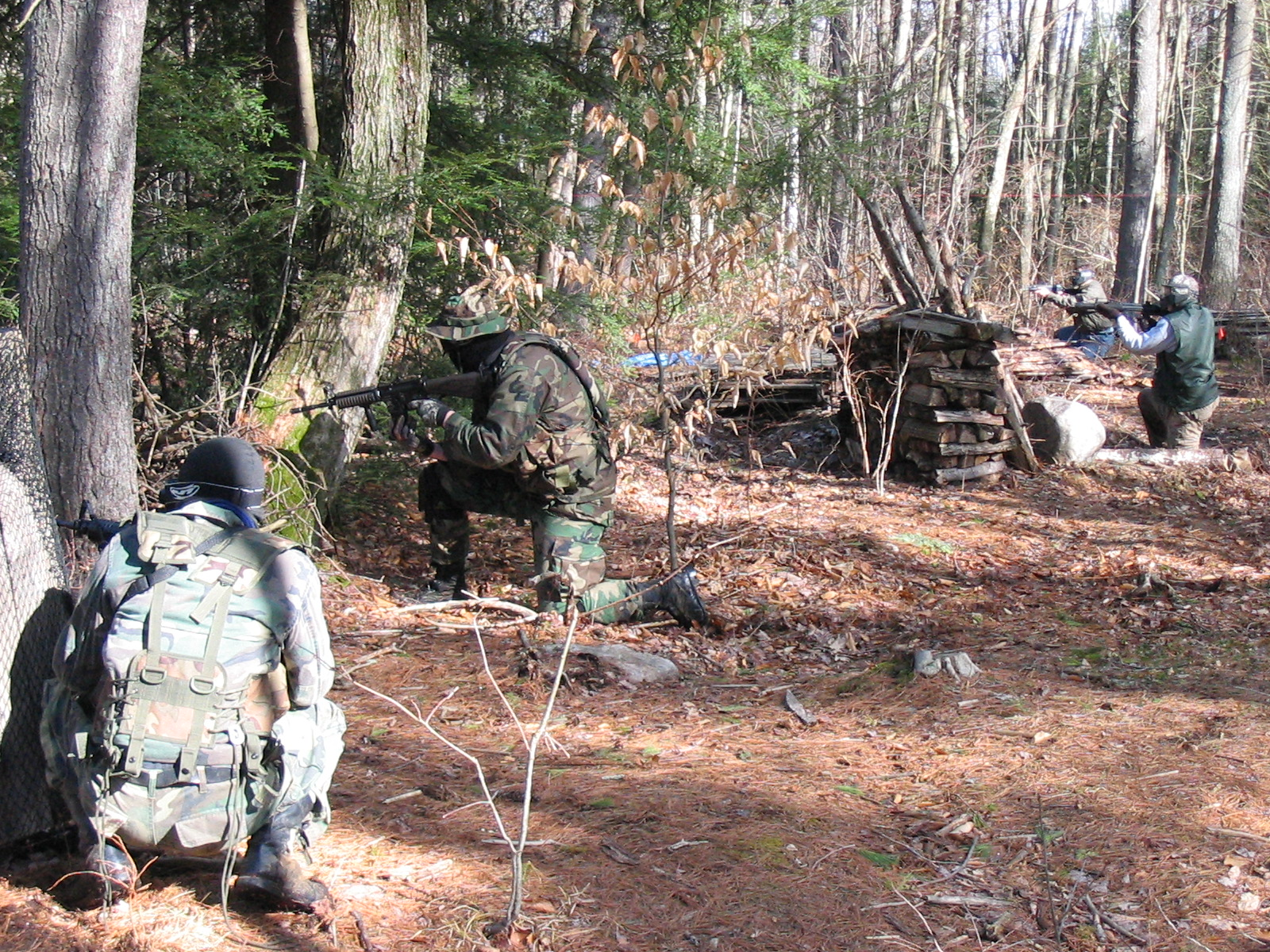
서바이벌 게임

에어소프트 게임(영어: airsoft) 또는 아시아식 영어표현인 서바이벌 게임(survival game)은 BB탄을 발사하는 총 모양의 완구로 상대를 쏘아 맞히는 게임의 일종이다. 약 160개 국가에서 스포츠로 인정받고 있다.

## 유래
제2차 세계대전이 끝난 후에 미국과 유럽의 참전 군인들이 그때의 전투를 재현해 보자는 제안으로 시작되었다. 1970년대 중반에 페인트볼건(co2를 파워소스로 하는 장비)이 발명된 이후로 단순히 동작 재현에 불과했던 행사가 상대를 맞히는 게임의 형태를 띠게 되었다. 유럽은 물론 일본까지 이 게임이 전파되었고, 일본을 주축으로 80년대 중반에는 가스를 이용한 총기가 개발되었고, 90년대에는 배터리 방식의 전동 장비가 개발되어 현대의 BB탄(지름 약6mm, 무게 0.2g)을 사용하는 서바이벌 게임의 기원이 된다.
서방권 및 해외에서는 0.2g 무게의 비비탄을 기준으로 350~450fps(일종의 파워 단위) 세팅하여 게임을 즐기지만 한국 게이머들은 보통 300fps 정도로, 이는 한국 게이머들의 암묵적 룰처럼 사용된다.

## 장비

### 무장
- 주무장

주로 소총 형태의 전동건을 사용한다. 전동건은 충전 한번으로 오래가고 많은 탄을 발사할 수 있기 때문에 대부분의 사람들이 사용한다.
- 부무장

주로 가스건 형식의 권총을 사용한다.

### 보호장비
- 고글

게임 시 고글은 무조건 착용하여야 한다. 눈은 매우 연약하기 때문에 탄에 맞으면 충분히 실명될 수 있기 때문이다.
- 페이스 마스크

이것도 착용하는게 좋다. 얼굴은 몸에서 꽤나 연약한 부분이라 맞으면 입술이 터지거나 이 또는 귀가 다칠 수 있기 때문이다.
- 무릎•팔꿈치 보호대

만약 산지같은 험한 곳에서 할 경우 넘어지면 다칠 수 있기 때문이기도 하지만 최대한 빨리 엎드리거나 자세를 바꿀때 무릎이나 팔꿈치에 무리가 올 수 있기 때문에 착용하는 것이 좋다.

### 복장
- 군복

군복은 기본적으로 튼튼하고 위장까지 되고 또한 코스프레용으로도 사용될 수 있기 때문에 잘 사용된다. 그러나 현재 국군의 군복 또는 우방국의 군복을 입고 하면 불법이니 주의해야 한다.

## 같이 보기
- 에어소프트 건